# Адмірал (США)

Персональний прапор адмірала ВМС США

Персональний прапор адмірала БО США

Знаки розрізнення адмірала ВМС (США)

Знаки розрізнення адмірала Берегової охорони (США)

Знаки розрізнення адмірала Офіцерського корпусу охорони здоров'я

Адміра́л (США) (англ. Admiral, (ADM)  — найвище військове звання вищого офіцерського складу (чотиризірковий адмірал) у військово-морських силах, Береговій охороні Збройних сил США та у Офіцерському корпусі охорони здоров'я в мирний час. Належить до категорії флаг-офіцерів флоту та у військовій ієрархії займає позицію O-10.
У військово-морських силах країни вище за рангом ніж віцеадмірал та нижче за військове звання адмірал флоту, яке присвоюється Конгресом США лише у випадку оголошення війни. Берегова охорона та Офіцерський корпус охорони здоров'я США не мають звання вище за адмірала у своїй структурі.
Військове звання адмірала еквівалентне званню генерала в інших видах Збройних сил країни.
Вперше військове звання адмірала було присвоєне 25 липня 1866 року віцеадміралу Девіду Фаррагуту відповідно до закону, який уповноважував Президента США надавати таке звання у військово-морських силах країни.
Відповідно до Кода США, законом дозволяється мати на активній службі одночасно тільки 6 адміралів для ВМС. Флаг-офіцери такого рангу обіймають посади Керівника військово-морськими операціями та віцекерівника військово-морськими операціями й командувачів флотами.